# Aston Martin DB7
Pour les articles homonymes, voir DB7.
La Aston Martin DB7 est une voiture de Grand Tourisme produite par le constructeur automobile britannique Aston Martin entre mars 1993 et janvier 2004. Elle est disponible en coupé ou en cabriolet (appellation Volante). Le prototype est terminé en novembre 1992 et présenté au salon de Genève en mars 1993. Lancée en 1993, la DB7 a été l'épine dorsale de la compagnie. À cette époque, elle est le modèle Aston Martin le plus produit de tous les temps, dépassant la production combinée des classiques DB4, DB5 et des DB6. Depuis 1914, Aston Martin a construit un peu plus de 22 000 voitures dont plus de 7 000 DB7 ce qui prouve l’importance de ce modèle dans la croissance de la compagnie. Il ne fait guère de doute que sans la DB7, Aston Martin serait aujourd'hui en bien fâcheuse posture financière.
La DB7 a été dessinée par Ian Callum et Keith Helfet.

## Historique du projet
Victor Gauntlett, l'homme à l’origine de la renaissance d'Aston Martin dans les années 1980, avait compris que pour assurer la survie de l’entreprise et la livraison de nouveaux modèles, la compagnie avait besoin de volume par le biais d’une petite Aston Martin. Il céda 75 % de ses parts à Ford en septembre 1987 pour mener à bien ce projet industriel. Il resta président d’Aston Martin jusqu’en 1991.
L'arrivée de Ford Motor Company en tant qu’actionnaire et la nomination de Walter Hayes en tant que directeur général d'Aston Martin après le départ de Gauntlett ont non seulement fourni de nouveaux moyens technologiques mais aussi humains en la personne de Rod Mansfield qui, comme directeur de technologie, a été chargé du développement de la petite Aston Martin à partir de 1990. Victor Gauntlett commença alors à indiquer lors d’interview avec la presse l’existence d’un projet appelé DP1999, la DB4 des années 1990. Il était entendu que cette voiture ne serait pas fabriquée à la main comme toutes les autres Aston Martin mais serait produite en faibles volumes et assemblée dans une nouvelle usine sur une cadence de 1 000 à 1 200 exemplaires par an.
La DB7, dénommée en interne projet NPX (Newport Pagnell Experimental), fut construite avec des ressources provenant de chez Jaguar avec le soutien de Ford. Elle gagna le surnom de DB7 avec l'accord de David Brown.
Le groupe TWR (Tom Walkinshaw Racing) a reçu la responsabilité de la conception, du développement technologique, de la certification et de l'homologation du projet NPX. TWR a eu une longue histoire avec Jaguar, particulièrement la XJ-S, une voiture très étroitement liée à la DB7.
La plateforme de la DB7 est une évolution de celle de la Jaguar XJS, mais avec de notables changements. Le style a commencé à partir du projet mort-né de la Jaguar F (XJ41 pour le coupé et XJ42 pour le cabriolet) conçu par Keith Helfet. Ford abandonna ce projet. Ian Callum apporta de légers changements sur le style général pour qu’elle ressemble à une Aston Martin.
La première génération des Jaguar XK8 utilisa aussi une évolution de la plateforme des XJ-S / DB7 et la voiture partage un air de ressemblance, bien que l’Aston Martin soit plus chère et plus exclusive.

## Fabrication
Au début des années 1990, Aston Martin a eu besoin d’un nouveau site de production afin d’assurer l’assemblage de la future DB7 car il n'y avait pas assez d'espace pour construire une telle voiture à Newport Pagnell.
Une opportunité apparut au sein du groupe Ford quand l'usine TWR JaguarSport à Bloxham est devenue disponible à la suite de l’arrêt de la production de la Jaguar XJ220 en 1993. La production des DB7 a commencé en juillet 1994 par la version 6 cylindres et a continué avec la V12 Vantage jusqu'à la fermeture de l'usine, début 2004.
Les DB7 furent les seules Aston Martin produites à Bloxham et les seules avec une construction semi-monocoque en acier héritée de Jaguar (Aston Martin utilise traditionnellement l'aluminium pour les carrosseries de ses voitures, et les modèles suivant la DB7 emploient l'aluminium pour le châssis aussi bien que pour beaucoup de parties de la voiture).
Les carrosseries des DB7 étaient montées à l’usine d’assemblage de Coventry puis étaient envoyées à Crewe dans l’usine Rolls Royce pour la peinture. En 1998, une station de peinture a été installée à Bloxham.
Les moteurs Jaguar 6-cylindres en ligne de 3,2 litres étaient modifiés dans l'usine Tom Walkinshaw Racing (TWR) à Kidlington (Oxfordshire) et le moteur V12 était monté par Cosworth.
En tout, 7 092 DB7 sont assemblées à Bloxham, en 9 ans et demi.
En 1994, seulement 30 DB7 sont construites, mais la production passa les 700 exemplaires en 1995. La chaine d’assemblage avait été conçue pour construire 15 voitures par semaine, mais pendant l’assemblage de la V12 Vantage, la production grimpa à 33 exemplaires par semaine avec une moyenne supérieure à 1 000 voitures par an.
En 2001, les ventes mondiales de la DB7 se sont élevées à 1 339 exemplaires, soit une augmentation de presque 50 % par rapport à 1999.

## Gamme DB7

### DB7
(période de production : 1994-1999)
La version 6 cylindres fut positionnée comme un modèle d’entrée de gamme.
Le moteur, un Jaguar 3,2 litres AJ16 non suralimenté retravaillé par TWR, est un 6 cylindres en ligne en alliage léger de 3 228 cm3, double arbre à cames en tête, développant 340 chevaux (250 kW). La culasse est à 4 soupapes par cylindre avec une injection électronique multipoint Zytec tandis que l’admission d’air se fait par un compresseur volumétrique Eaton refroidi à l'eau.
Tandis que beaucoup de petites modifications ont été apportées à la DB7 pendant les cinq premières années de la production, les principales modifications ont été apportées avec l'introduction d'un modèle révisé en juillet 1996. Les voitures postérieures à cette date sont relativement repérables car elles ont les airbags, de nouveaux sièges, des freins Brembo agrandis et une suspension Volante plus douce. Un capot en acier a également remplacé l'original en matériau composite. Pourtant, extérieurement, la voiture semble pratiquement identique au prototype d’origine.
Le cabriolet Volante a été dévoilé lors du Salon de Détroit en 1996.
Aux États-Unis, le coupé était vendu 140 000 $ et le cabriolet 150 000 $.
Données techniques DB7
- Longueur : 4 631 mm.
- Largeur : 1 820 mm.
- Hauteur : 1 268 mm.
- Empattement : 2 691 mm.
- Poids à vide : 1 725 kg.
- Réservoir : 89 litres (super sans plomb 95).
- Puissance maximale : 340 ch à 5 500 tr/min.
- Couple maximal : 500 N m à 3 000 tr/min.
- Accélération : 0 à 100 km/h : 5,8 s (boite manuelle).
- Vitesse maximale : 266 km/h.

### DB7 Vantage
(période de production : 2000-2003)
Traditionnellement chez Aston Martin, l’appellation Vantage désigne les modèles hautes performances de la gamme.
En 1999, la version V12 Vantage est présentée lors du Salon de Genève.
Elle est dotée d’un V12 de 6 litres de cylindrée à 48 soupapes. Le moteur développe 426 ch (313 kW) avec un couple de 540 N m et un taux de compression de 10,3:1. Elle devient ainsi la première Aston Martin à recevoir un moteur V12.
La V12 Vantage est disponible avec une boite mécanique TREMEC T-56 à 6 rapports ou avec une boite automatique ZF 5HP30 (en) à 5 rapports.
Après le lancement de la V12 Vantage, les ventes de la DB7 6 cylindres déclinèrent et la production s’arrêta mi 1999.
À la fin de 2002, la production totale de la DB7 V12 Vantage s’établissait à 4 431 exemplaires, soit plus de la moitié des ventes totales de DB7.
Données techniques DB7 Vantage
- Longueur: 4 666 mm.
- Largeur: 1 830 mm.
- Hauteur: 1 238 mm (Coupe) 1 260 mm (Volante).
- Poids à vide: 1 780 kg (Coupe) 1 875 kg (Volante).
- Empattement: 2 591 mm.

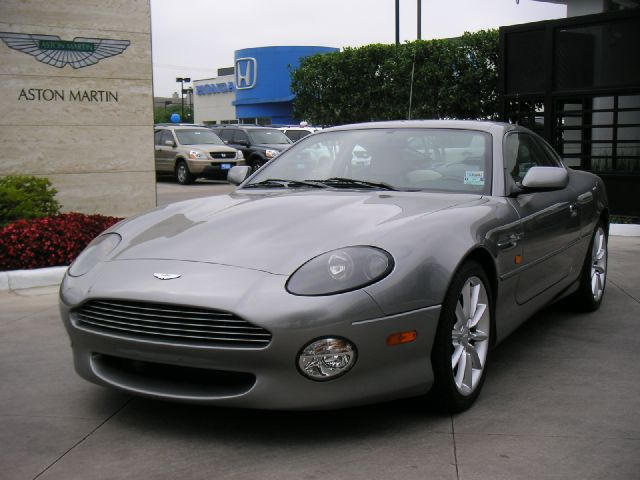
Aston Martin DB7 V12 Vantage 2001.

- Réservoir: 89 litres (Coupe) 82 litres (Volante), super sans plomb 95.
- Puissance maximum: 426 ch à 6 000 tr/min.
- Couple maximum: 540 N m à 5 000 tr/min.
- Accélération: 0 - 100 km/h: 5,0 s (boite manuelle).
- Vitesse maximum: 298 km/h (Coupe) 266 km/h (Volante).

### DB7 GT et GTA
(Période de production : 2002-2003)
La version GT a été présentée au salon de Birmingham en 2002.
C’est essentiellement une version améliorée de la V12 Vantage. Le moteur V12, de la GT développe maintenant 441 ch (324 kW), avec un couple de 560 N m. Par contre, le moteur de la GTA développe 426 ch, c'est du reste le moteur identique à la V12 vantage de base (la boite de vitesses toutchtronic ne pouvait pas supporter un couple supérieur).
Esthétiquement comparé à la Vantage, elle dispose d’une calandre en nid d‘abeille avec le badge GT ou GTA, de prises d’air sur le capot, un spoiler, des compteurs à fond blanc, un levier de vitesse en aluminium et de nouvelles jantes spécifiques à 5 branches. De nouveaux disques de freins ventilés de 355 millimètres à l’avant et de 330 millimètres à l’arrière sont fournis par Brembo.

### Séries spéciales
Un certain nombre de séries spéciales sur base de DB7 ont été produits :
- DB7 6-cylindres
  - 1998 : Alfred Dunhill Edition : 150 exemplaires, "platinum metallic" livrées avec un humidor (en)[4]
  - 1998 : Neiman-Marcus Edition : 10 exemplaires, “Special black” pour le catalogue de Noel 1998 de Neiman Marcus[4]
  - 1998 : Beverly Hills Edition : 6 exemplaires, "Midnight Blue" (2 coupés et 4 Volante)
  - 1999 : Stratstone Edition : 19 exemplaires, “Special black” (9 coupés et 10 Volante)[4]

- DB7 V12 Vantage
  - 2002 Keswick Limited Edition : une petite quantité de voitures “Nero daytona black" fut produite[4].
  - 2003 Jubilee Limited Edition : 24 exemplaires, "jubilee blue" furent construites pour l’Europe et 26 pour l’Amérique du Nord pour célébrer le jubilé d'or d'Élisabeth II[4]
  - 2003 Anniversary Edition : 33 exemplaires, (sur 100 annoncées) "slate blue" produites pour célébrer la fin de la production de la DB7 Vantage[4].

### Modèles spéciaux
Deux modèles spéciaux furent produits, tous deux sur base V12 Vantage Volante :

#### DB7 Zagato
DB7 Vantage Zagato (en)
(Période de production : 2003)

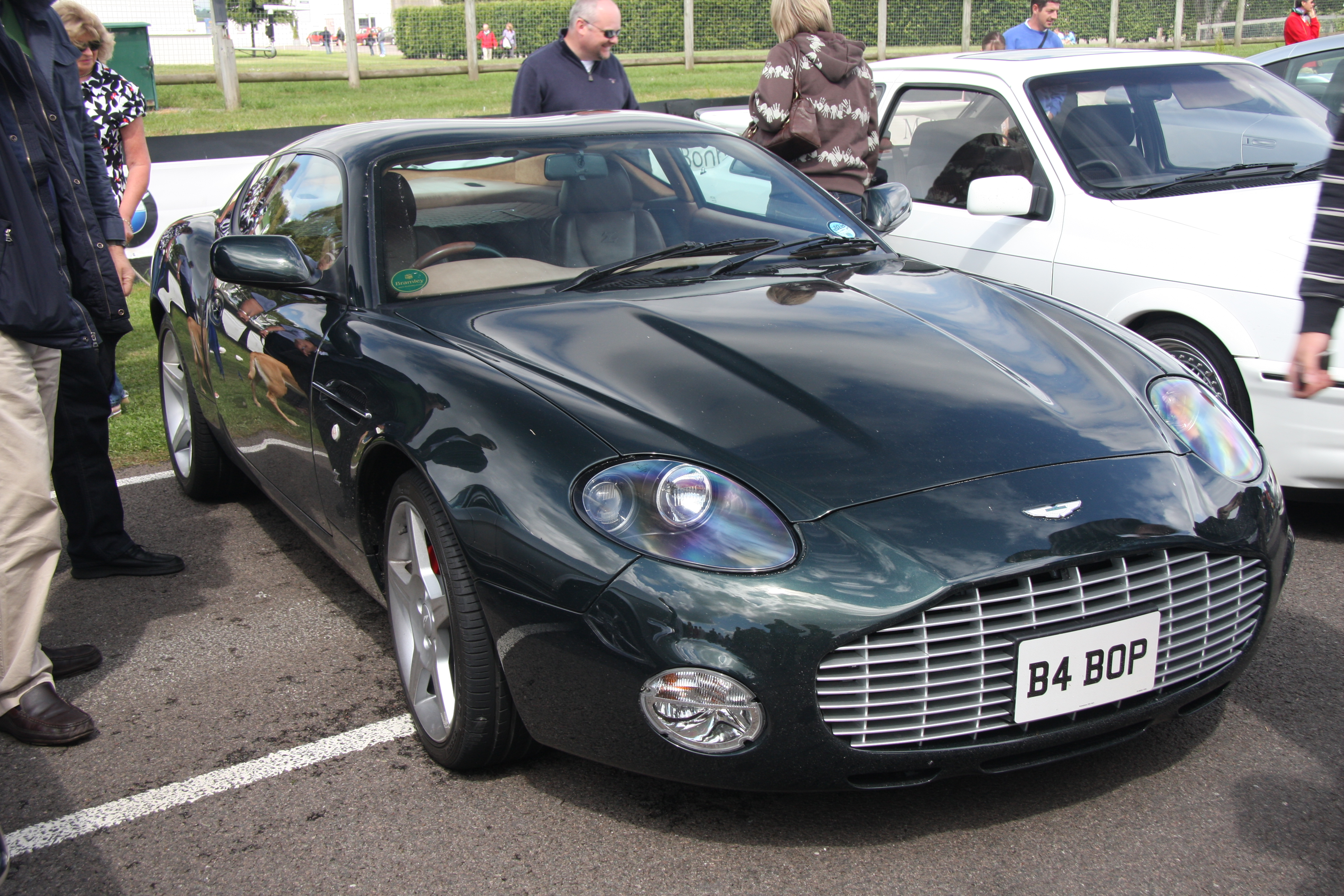
Aston Martin DB7 Zagato

Présentation lors du Mondial de l'automobile de Paris en 2002. Série construite à seulement 99 exemplaires (+1 pour le musée Aston Martin) à partir de châssis raccourcis de V12 Vantage Volante. Elle possède les mêmes caractéristiques techniques que la V12 GT. Les principaux changements sont l’adoption d’une large ouverture à l’avant pour la calandre, double bossage sur le toit et la custode arrière est redessinée. Toute la partie arrière a été refaite également (feux arrondis). Zagato l'a également doté de nouvelles jantes à cinq branches qui achèvent de donner un aspect très particulier à la voiture.

#### DB AR1
(Période de production : 2003-2004)

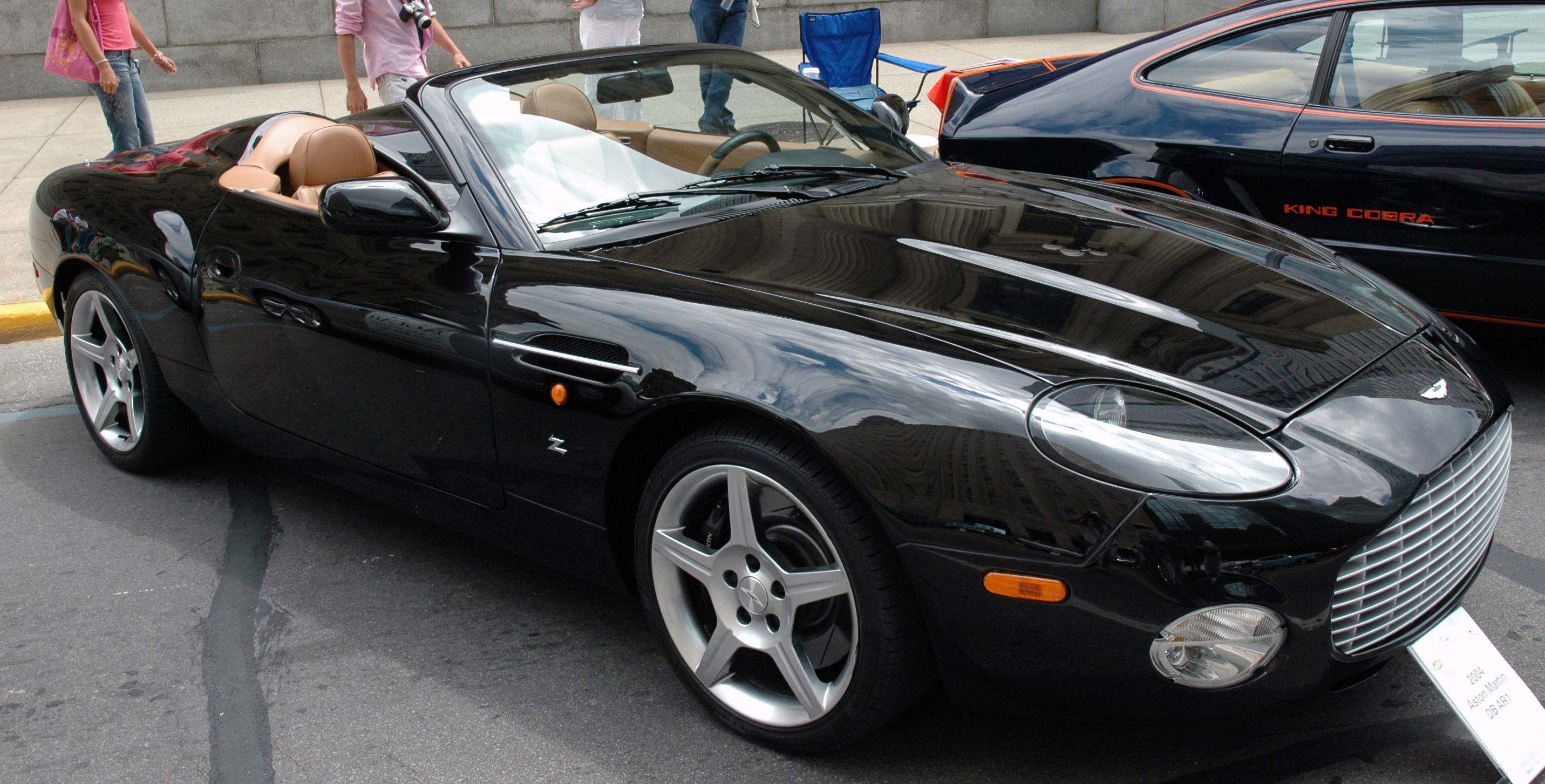
Aston Martin DB AR1

Série produite à seulement 99 exemplaires (+ 1 pour le musée Aston Martin). Construit à partir d’une base de V12 Vantage Volante dont elle reprend les données et spécifications techniques, la DB AR1 (American Roadster 1) fut présentée au Salon de Los Angeles en janvier 2003. La particularité de ce modèle est qu’il ne possède ni capote ni hard-top.
La DB AR1 était vendue 226 000 $.

## Production
- DB7 6-cylindres :
  - Coupé : 1 567
  - Volante : 894
- DB7 V12 Vantage
  - Coupé : 2 385
  - Volante : 2 046
- DB7 Zagato : 100
- DB AR1 : 100

Total : 7092

## Images

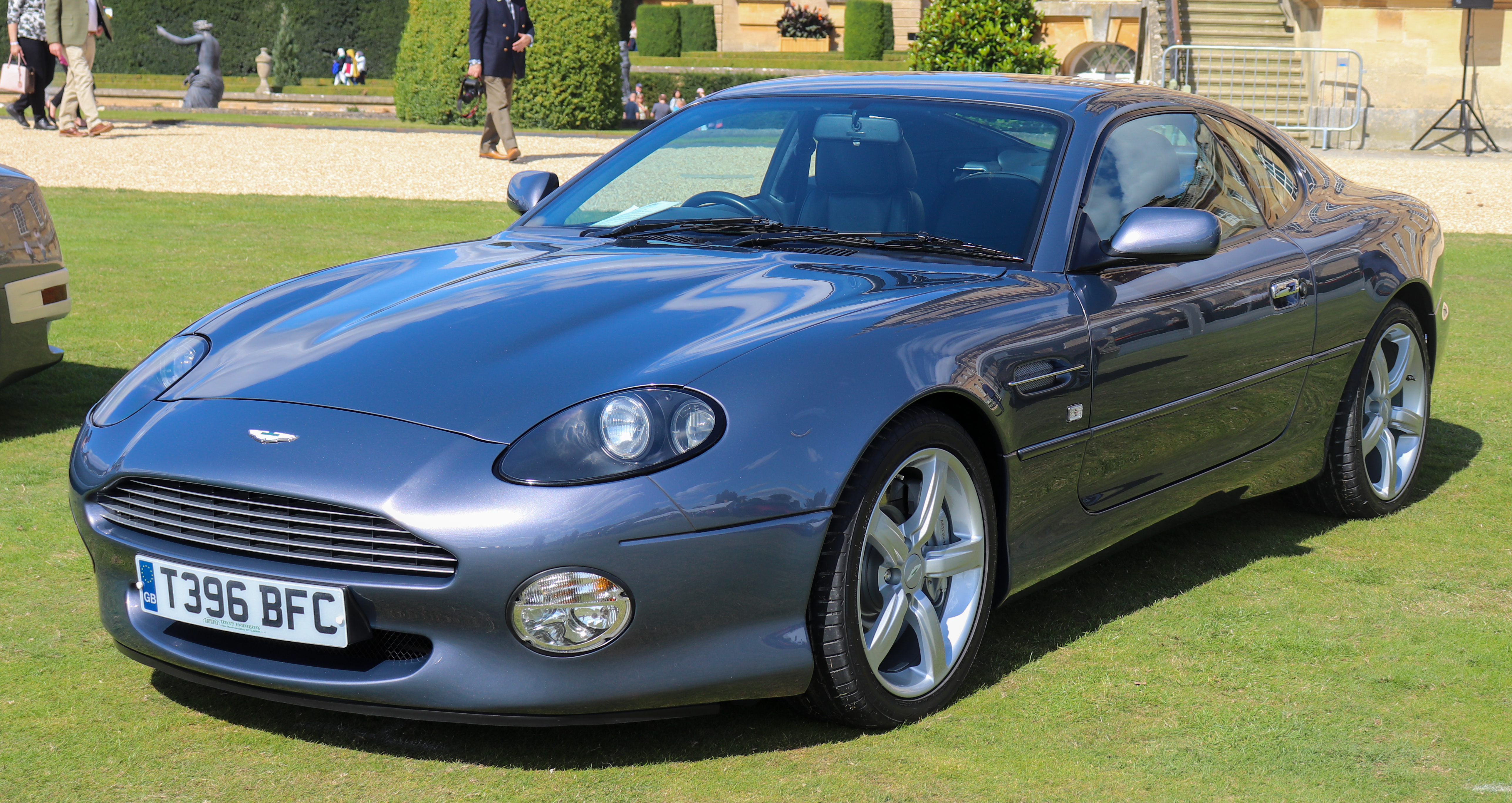
DB7 Vantage.
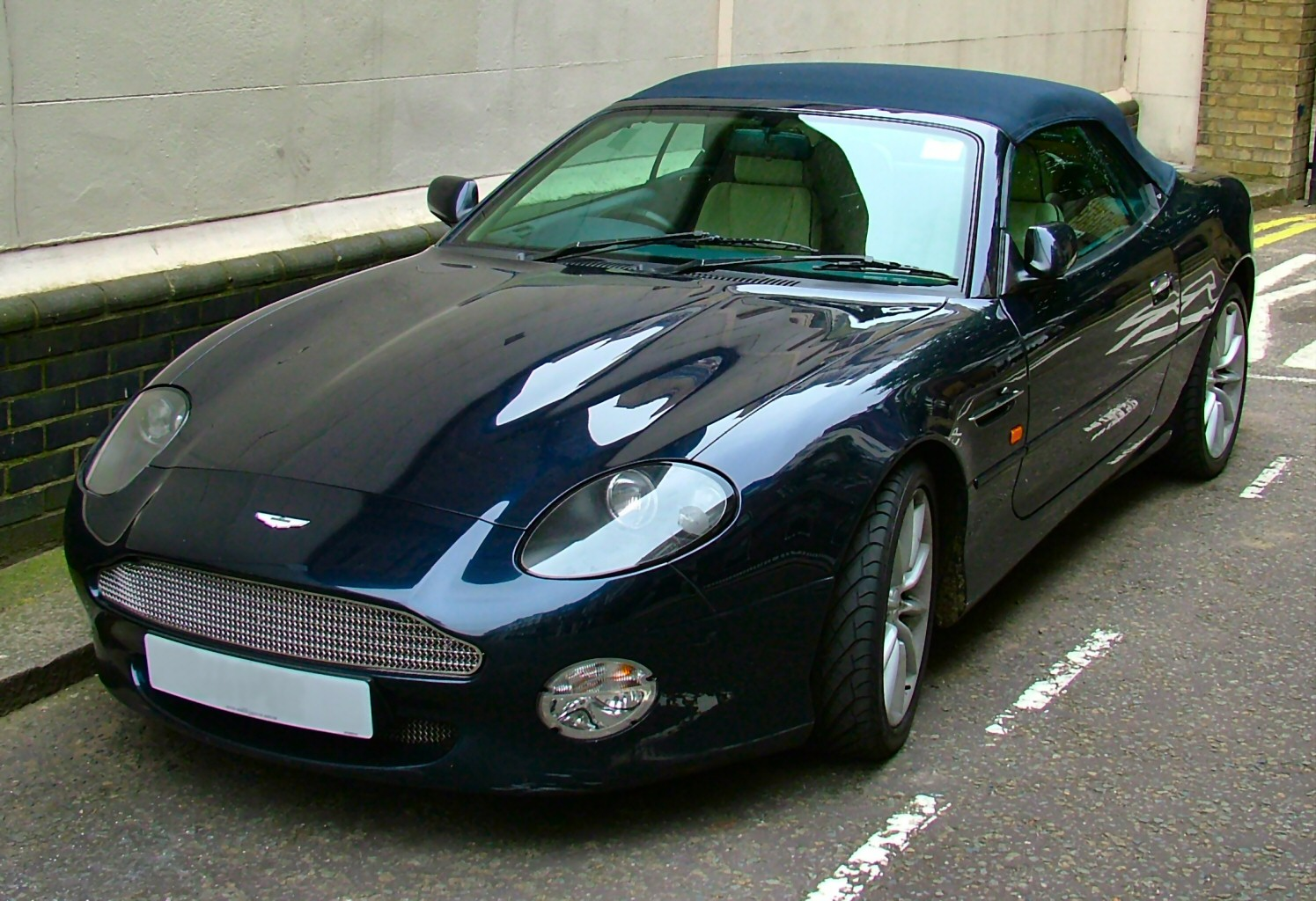
DB7 Vantage Volante.
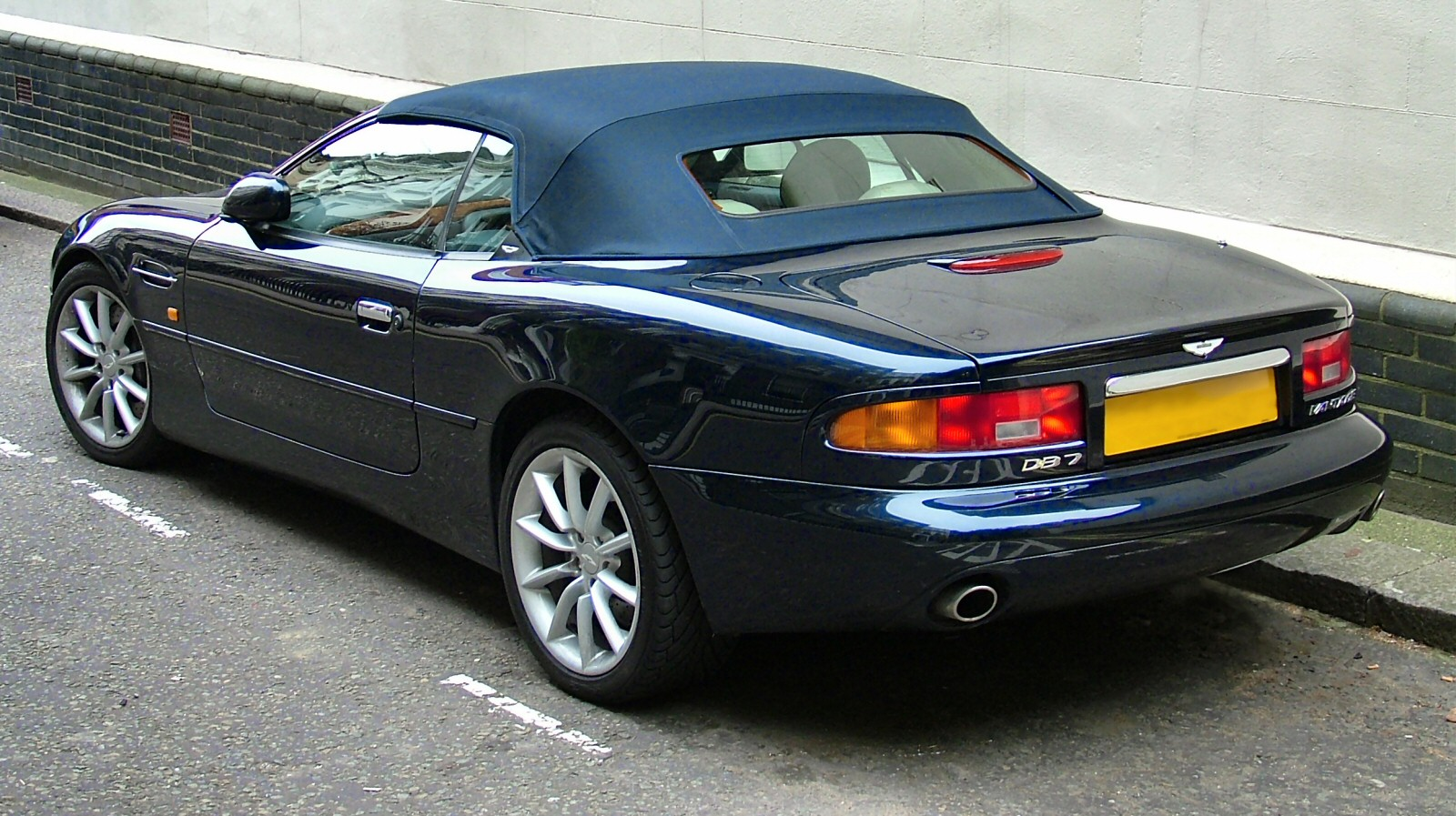
DB7 Vantage arrière.
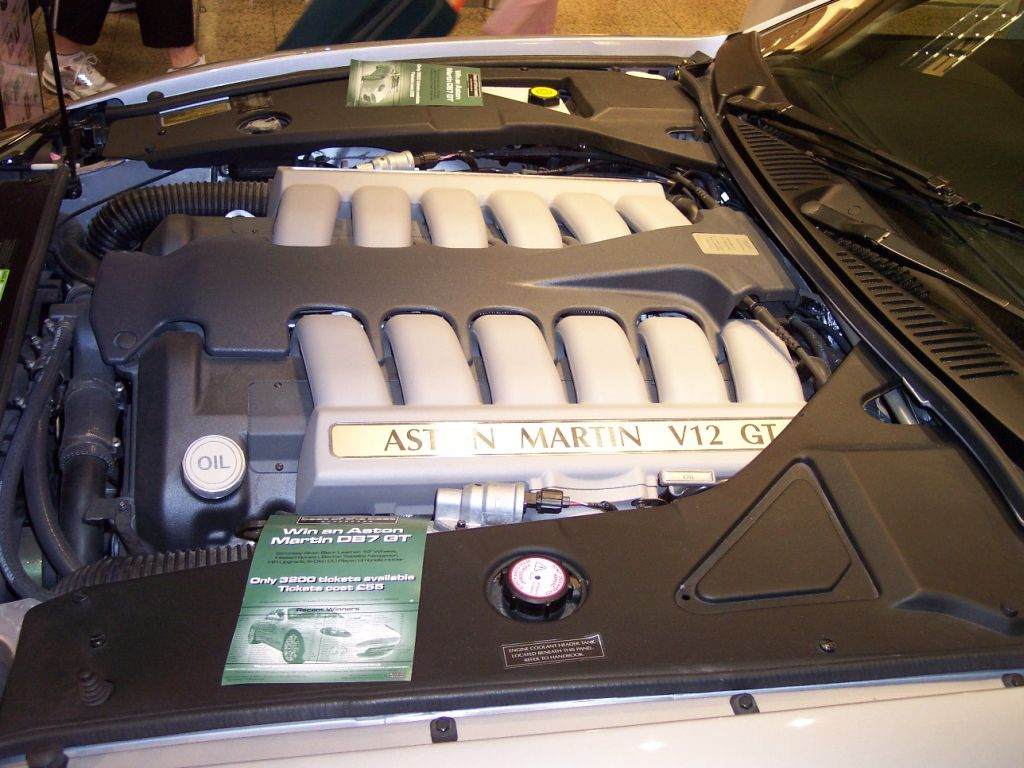
Moteur V12 de la DB7 Vantage.
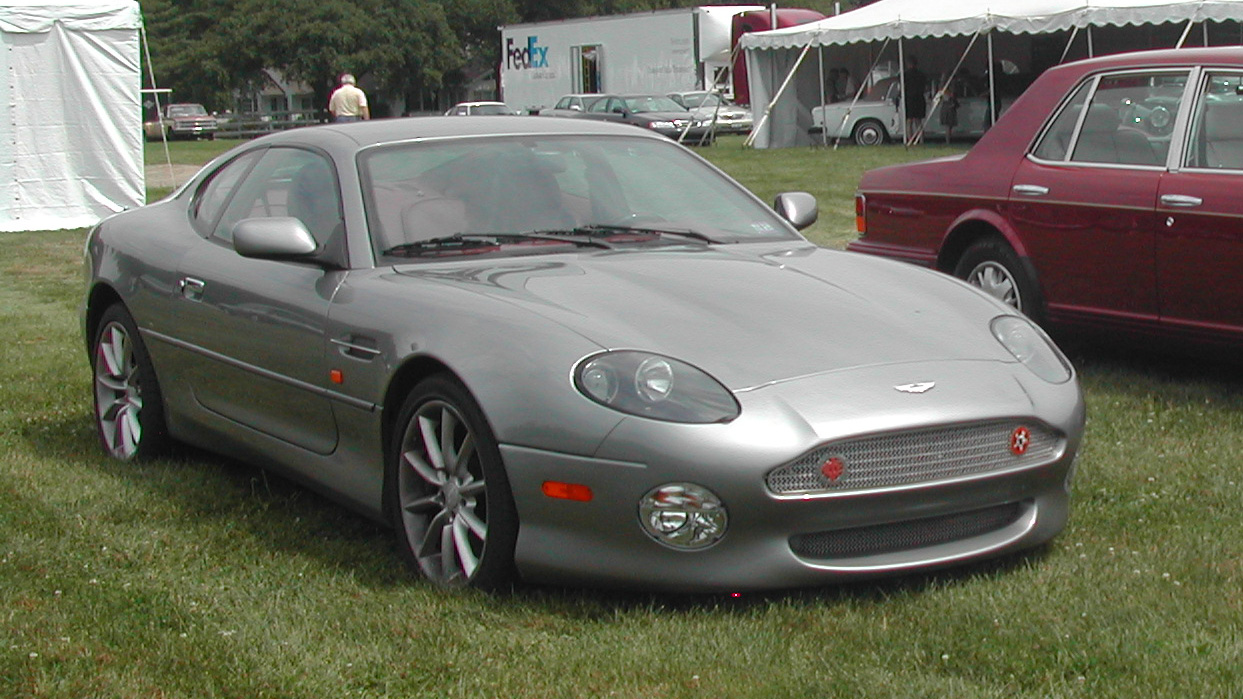
DB7 Vantage.

## Carrière cinématographique
La DB7 est apparue en :
- 2000 dans le clip Love Don't Cost a Thing (chanson) avec Jennifer Lopez
- 2000 dans la série télévisée Smallville voiture de Lex
- 2000 dans le film Roméo doit mourir
- 2000 dans le film X-Men
- 2002 dans le 1er opus du film Johnny English, parodie anglaise de James Bond en version Vantage
- 2003 dans le film L'amour n'a pas de prix avec Jennifer Lopez
- 2008 dans le film Mama mia!

## Divers
- La DB7 a été vendue dans 29 pays différents depuis son lancement.
- Le Coupé constitue 56 % de la production totale des DB7.
- La palette des couleurs disponibles pour la DB7 était supérieure à 200 coloris.
- Les coloris les plus populaires étaient vert, argent et bleu.
- Il fallait un peu plus de 200 heures de travail pour assembler une DB7.